# Claude Lepape
Claude Lepape est un peintre, graveur et décorateur de théâtre français, né à Paris le 9 février 1913 (9e), et mort à Villiers-le-Morhier (Eure-et-Loir) le 2 juin 1994. 
Il est le fils du peintre Georges Lepape et rattaché à l'École de Paris.

## Biographie
Claude Lepape est d'abord élève à l'École nationale supérieure des beaux-arts à Paris. Selon Tristan Klingsor, cet admirateur de François Clouet et de Jean-Auguste-Dominique Ingres reçut également les conseils de Roger Bissière et de Paul Albert Laurens avant d'entrer à l'Art Students League of New York en 1931-1932.
Entre 1945 et 1950, s'intéressant à la gravure, Claude Lepape produit des eaux-fortes et des pointes-sèches pour l'édition littéraire. Son travail lithographique s'étend à la publicité, et il conçoit et réalise des illustrations de magazines et des affiches pour les marques Dop (1949, 1951), Monsavon (1950), lingerie Scandale (1950), cosmétiques Cutex et Féret Frères (1950), Fromageries Bel (1950), Martini (1953).
Il travaille ensuite pour le théâtre, réalisant des décors et des costumes pour des pièces de Georges Feydeau, André Roussin et Eugène Labiche.
D'un style hyperréaliste, mais aussi d'une inspiration symboliste tardive, qualifié « d'une virtuosité rare », « au dessin précis d'une acuité microscopique », c'est à partir de 1954 que Claude Lepape peint des « portraits par l'objet » où le modèle n'est plus représenté par son visage mais, en une sorte de « nature morte psychologique », par ses objets personnels les plus significativement identitaires (les lunettes et l'encrier de Marcel Achard, par exemple). Hétéroclites, de telles juxtapositions, dans leur improbabilité, savent souvent conférer aux tableaux de Claude Lepape des atmosphères étranges qui les rapprochent du surréalisme : « Ces assemblages d'objets minutieusement peints, confirme Jacques Busse, prennent souvent une connotation surréelle, dans la mesure où ils traduisent la compréhension intime que le peintre peut avoir des êtres et des objets ». Citons les « portraits par l'objet » que fit ainsi Claude Lepape de Marie Le Blan (Madame Robert Thion de la Chaume), de Robert de Mari, d'Henri Ulver, d'André Roussin, de Georges Feydeau ou donc encore de Marcel Achard.
Marcel Achard peut alors évoquer : « Claude Lepape a inventé une nouvelle sorte de nature morte : la nature morte psychologique, la nature morte vivante, l'objet devenant esprit. Il a introduit en peinture la verve, la malice et l'espièglerie. Tout en prêtant à ses objets la grâce de Boilly, il y ajoute l'attrait des rébus. Il a la distinction d'un petit maître et l'inattendu d'une boutade d'Aurélien Scholl. Certains de ses portraits ont la saveur d'un épigramme et le réalisme poétique d'un plan de Marcel Carné ».
Il fut un hôte assidu du Var et de Sainte-Maxime dans la villa de son père, Georges Lepape, « Les Oursins », construite sur les rochers.

## Œuvres

### Contributions bibliophiliques
- Georges Duhamel, Images de notre délivrance, Éditions le Pavois, 1944. Illustrations de Claude Lepape[8].
- Marcel Aymé, Travelingue, NRF, 1945, eaux-fortes de Claude Lepape.
- André Roussin, Le tombeau d'Achille, Éditions Odette Leautier, 1945, pointe-sèche de Claude Lepape.
- Paul Vialar, Saint-Tropez-sur-Amour, Éditions Lafarge, 1947, 19 eaux-fortes de Claude Lepape, 426 exemplaires numérotés.
- Jean Cocteau (préface), Les ombres heureuses de Monte-Carlo, suite de douze eaux-fortes de Claude Lepape, 110 exemplaires numérotés, Deberny, Peignet et Lafayette éditeurs, 1947.
- Alfred Fabre-Luce, Paris 1947, Société des amis du livre moderne, 1949. Eaux-fortes de Claude Lepape.
- Alfred de Musset, Comédies et proverbes (l'un des douze volumes de l'ensemble Œuvres), l'Édition d'art H. Piazza, 1967. Illustrations de Claude Lepape.

### Publications
- En collaboration avec Thierry Defert, Georges Lepape ou l'élégance illustrée, Paris, Éditions Herscher, 1983.
- En collaboration avec Thierry Defert, Wagner et la France, Paris, Éditions Herscher, 1983.

### Décors de théâtre
- Doit-on le dire? d'Eugène Labiche, Paris, théâtre La Bruyère, mise-en-scène de Georges Vitaly, avec Jean Ozenne, 1954.
- Jean de la Fontaine ou le magicien des îles de Maggy Arrouas, Paris, salle Gaveau, 1985.

## Réception critique
- « Des portraits indirects. Le modèle n'est plus là. Il n'a laissé au peintre que quelques objets préférés ou familiers. Et c'est à ces objets disposés ingénieusement selon leur forme, leur volume, leur éclat ou leur modestie, que Claude Lepape confie le soin d'évoquer le personnage. Assurément le peintre ne les a pas rassemblés au hasard, il les a choisis non seulement pour leur intérêt pictural, mais aussi pour leur puissance d'évocation. Et quand ils sont ainsi adroitement et sournoisement installés sous nos yeux, nous sommes secrètement entraînés à penser non pas à la vive réalité de ce qui est montré, mais aussi à l'art de vivre d'un personnage qui n'est pas là. » - Tristan Klingsor[4]
- « Il peint les objets avec une minutie qui semble exclure toute surprise, et une fois qu'il les a touchés de sa baguette, on s'aperçoit qu'ils ont changé non d'apparence, mais de sens. Tous objets qui n'ont pas accoutumé de se rencontrer ; leur rapprochement insolite fait rêver à quelque chose de presque inquiétant. Le surréalisme a eu de l'influence sur cette jeune école. Chez Lepape, la finesse des rapports est très grande et l'harmonie du tableau est donnée par un fond très bien choisi - souvent un vert ou un bleu - qui dénote un œil fort sensible. » - Pierre du Colombier[9]

## Collections publiques

### France
- Grimaud, hôtel du Golf de Beauvallon[4].
- Le Beausset, chapelle Saint-Joseph[5].
- Paris, Assemblée nationale, Les toits, huile sur toile 41x33cm, vers 1934 (dépôt du Centre national des arts plastiques)[10].
- Puteaux, Fonds national d'art contemporain, La vieille tour (Saint-Tropez), huile sur panneau 19x24cm, avant 1948[11].
- Rennes, Musée des Beaux-Arts, Pipes en terre, huile sur panneau 16x23cm, vers 1948 (dépôt du Centre national des arts plastiques)[12].

### Belgique
- Arlon, Musée Gaspar (collection de l'Institut archéologique du Luxembourg)[13].

### Pologne
- Ambassade de France à Varsovie, La rivière La Blaise à Dreux, gouache 48x36cm, 1984 (dépôt du Centre national des arts plastiques)[14].

## Expositions

### Expositions personnelles
- Galerie Philips, Paris, 1938.
- Galerie Zak, Paris, 1942.
- Galerie Charpentier, Paris, 1948.
- Galerie de Berri, Paris, 1950.
- Galerie André Weil, Paris, 1953.
- Galerie Marforen, Bruxelles, 1956, 1958.
- Galerie Pro Arte, Paris, 1957.
- Galerie du Péristyle, Paris, 1960[9].
- Galerie Philippe Ducastel, Avignon, 1969.
- Salon artistique régional de la Vallée de l'Eure, Maintenon, 1993 (Claude Lepape, invité d'honneur).
- Plusieurs expositions à Saint-Tropez, non datées[3].

### Expositions collectives
- Salon Comparaisons, Paris, participations régulières à compter de 1957.
- Exposition internationale des peintres de la Réalité, Galerie Marforen, Bruxelles, 1958.
- Salon des peintres témoins de leur temps, Palais Galliera, Paris, 1958.
- Les Lepape Georges et Claude, peintures et dessins, avec des robes de Paul Poiret, Galerie Île des arts, 66, rue Saint-Louis-en-l'Île, Paris, février-avril 1985.
- Salon du dessin et de la peinture à l'eau, Paris, 1986[5],[14].